# Туника
Туни́ка (лат. tunica) — мужская и женская рубаха, обычно покрывавшая все тело от плеч до бёдер. Туника, изготовленная без талии, получила распространение в Древнем Риме. У мужчин обычно носилась под тогой, женщины на тунику с рукавами надевали безрукавную тунику.

## Описание
Туника интериоре (лат. tunica interior) — вторая, короткая (выше колен) туника, которую носили молодые римлянки.
Туника текта (лат. tunica tecta) — узкая и длинная одежда, надеваемая римлянками в день совершеннолетия и в день свадьбы.
Рубахоподобная туника служила древнему римлянину повседневной домашней одеждой. Она уже не была простым куском ткани, в который драпировали тело. Сшитая из двух полотнищ, туника закрывала оба плеча, а надевалась через голову и сначала имела лишь боковые проймы для рук. Потом у неё появились короткие по локоть рукава, которые не вшивались, а образовывались складками ткани; их долго считали признаком щегольства и изнеженности.
Воротника у туники не было — вся античная одежда была лишена воротников. Длинную до колен тунику подпоясывали. Это изделие наделялось древними римлянами иерархическими символами. Каждый должен был знать своё место, и туника тоже не могла оставлять никаких сомнений на этот счёт. Сенатор облачался в тунику с широкой пурпурной полосой (clavi). Называлась такая туника tunica laticlavia. Всадники и трибуны из плебеев могли позволить себе лишь узкие пурпурные полосы на тунике — angusticlavia. Солдатской тунике предписывалось быть короче гражданской.
В настоящее время так называют прямую, неразъёмную спереди одежду, чаще всего без воротника, с рукавами или без них, с одним или двумя боковыми разрезами. Длина разная, но всегда ниже линии бёдер.

## Галерея
- Римский работник в тунике, с рельефа Колонны Траяна
- Германская туника IV в. н. э.
- Папская туника